# Lindernia barrosorum
Lindernia barrosorum é uma espécie botânica do gênero Lindernia pertencente à família Linderniaceae.